# TurkHackTeam
TurkHackTeam est un groupe de hackers nationalistes turcs fondé en 2002. Idéologiquement, ils sont kémalistes et se définissent comme la « cyberarmée turque » . 
Ils affirment que leur objectif est de lutter contre toutes sortes de cybermenaces contre la Turquie. Ils ont fait la une des journaux de nombreux sites d’information internationaux, .

## Histoire
Le groupe a revendiqué la responsabilité du piratage en 2008 du site web du Parti de la société démocratique pro-kurde,,.
TurkHackTeam s'est lancé en 2016 dans une série d'attaques sur des sites web iraniens et russes, au milieu de la guerre civile syrienne. Ils ont attaqué en 2015 la Banque Centrale Russe par une attaque DDoS afin de protester contre le survol de la Turquie par l'aviation russe. Lors de la montée des tensions dans le conflit du Haut-Karabakh, ils ont participé à une cyberguerre contre les pirates informatiques arméniens,. En 2017, pour des raisons inconnues, ils ont piraté le site officiel de la police britannique. En mars 2017, pendant une courte période de tensions entre les Pays-Bas et la Turquie, la TurkHackTeam a lancé son « opération Pays-Bas » au cours de laquelle elle a piraté et dégradé plus de 250 sites web néerlandais en moins d'un mois.
Ils ont également piraté Star Alliance, une alliance de compagnies aériennes.
Début février 2024, le groupe de hackers revendique l'attaque de La Poste et du Crédit Agricole. Selon les premiers éléments il s'agit d'une attaque DDoS. Ils se sont aussi fait remarquer en 2023 pour avoir piraté la page Telegram de l'ANSSI,. Le ciblage d'entreprises françaises est justifié par le groupe de hackers en réponse à la livraison d'armes de la France à l'Arménie.

### Traduction
- (en) Cet article est partiellement ou en totalité issu de l’article de Wikipédia en anglais intitulé « TurkHackTeam » (voir la liste des auteurs).